# ヴィボルグ市電
ヴィボルグ市電（ロシア語: Выборгский трамвай、フィンランド語: Viipurin raitioliikenne）は、ロシア連邦（旧：ソビエト連邦、フィンランド）の都市であるヴィボルグにかつて存在した路面電車。1912年の運行開始以降、戦争の影響による運休を経ながらもその度に復旧を繰り返したが、施設の老朽化などが要因となり1957年に廃止された。

## 概要・歴史
現在のロシア連邦の都市であるヴィボルグに路面電車が開通したのはロシア帝国時代の1912年9月28日であった。この路線はヴィボルグ市議会とドイツのAEGの契約の下で建設され、運営はAEGの子会社であるヴィボルグ発電・路面電車会社（Elektricitätswerk und Strassenbahn Wiborg AG）によって実施された。その後、ロシア革命の中で独立したフィンランドでは内戦が勃発し、同国の路面電車となったヴィボルグ市電（当時はヴィープリ市電）もその影響を受けて1917年以降運休を余儀なくされたものの、1918年までに営業運転を再開した。

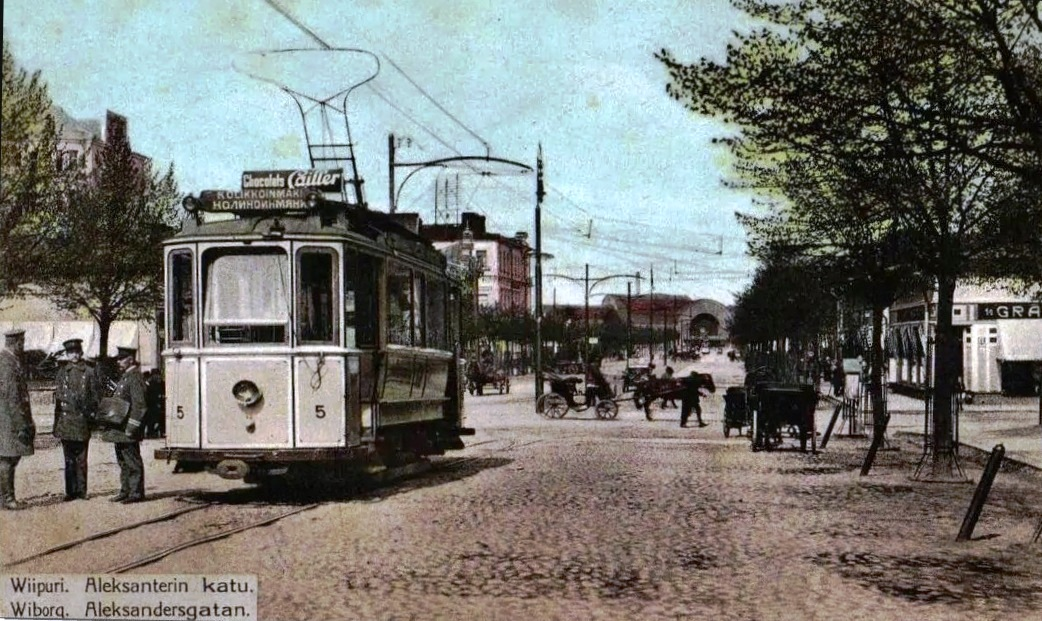
開通当初の市電（1912年撮影）
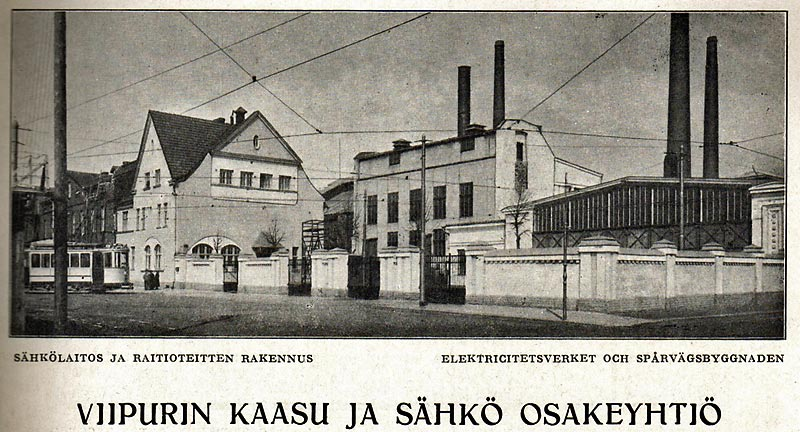
市電の車庫（1924年撮影）

フィンランドの路面電車の多くが各市の公営組織による運営に切り替えられた一方、ヴィボルグ市電（ヴィープリ市電）は1930年代まで民間企業のヴィープリガス・電気会社（Viipurin Kaasu ja Sähkö Oy）によって運営されていた。だが、同社とヴィボルグ市（ヴィープリ市）との間で運賃や管理体制による衝突が起きた末、1936年に仲裁判断によって発電所や市電の運営権はヴィープリ市へと売却された。こうして翌年以降市電は公営組織による運行に切り替えられたが、僅か2年後の1939年、冬戦争の開戦に伴い再度の運行停止を余儀なくされた。その後、1940年に同市がソビエト連邦（ソ連）に編入された事で同年に運行を再開したものの、大祖国戦争の勃発による戦災を受けて1944年に三度目の全線運休状態となり、本格的な復旧が始まったのは戦後の1946年9月21日となった。

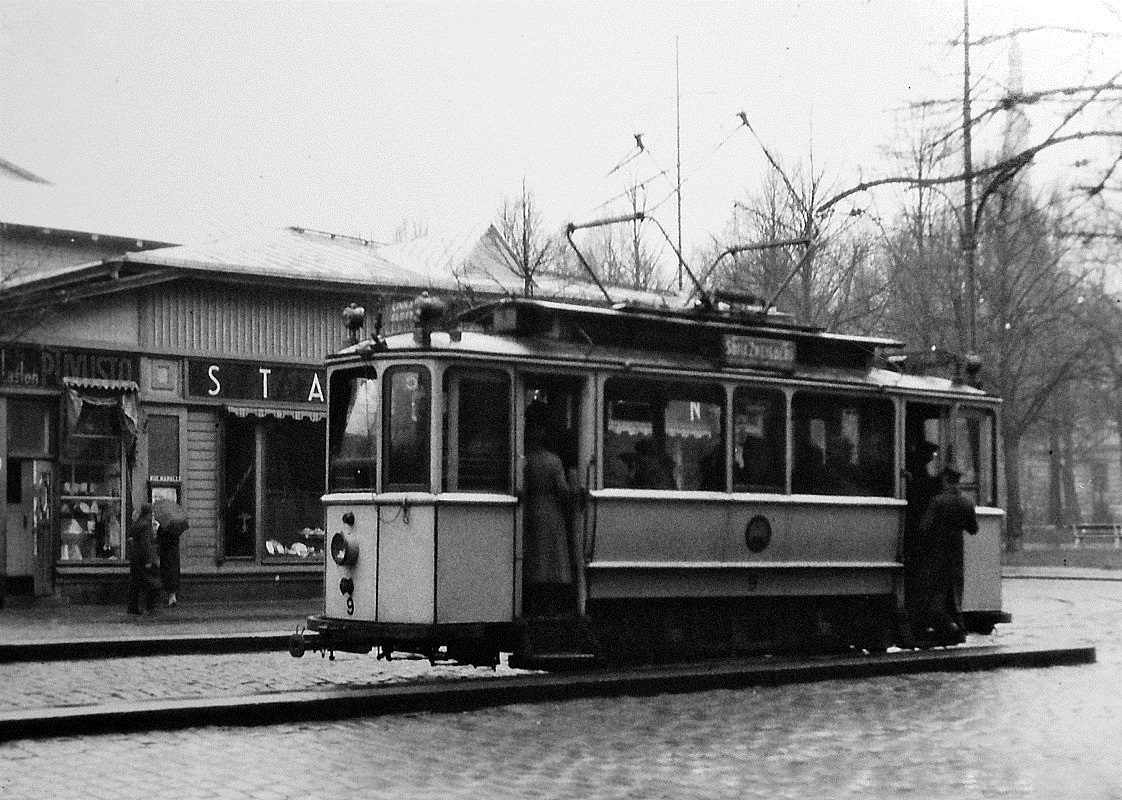
フィンランド時代の市電（1930年代撮影）
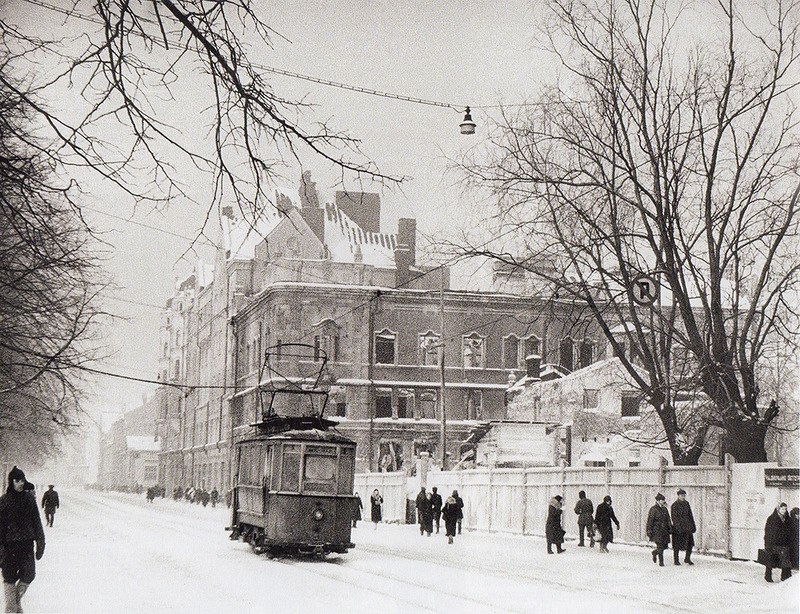
フィンランド時代の市電（1941年撮影）
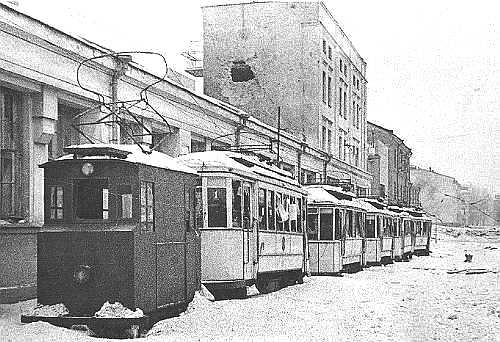
車庫に停車する電気機関車（手前）と電車（1940年撮影）

その後、幾つかの段階を経て1954年までに戦前の路線網の再建が完了し、以降は市内中心部を始めとした延伸工事が行われた他、1955年からは東ドイツ製の電車（LOWA形）の導入も実施された。だが、線路や施設の整備が長年行われなかった事で老朽化が進行し、変電所についても1954年に検討された機器の更新が実施されなかった事で列車の増発が困難な状況となり、これらの更新費用が大きな課題となっていた。更にヴィボルグ市電の軌間は1,000 mmであり、当時のソ連ではこの軌間に適した車両の量産が行われていなかった。
これらが要因となり、ヴィボルグ市は1957年2月に路面電車を全面的に路線バスへ置き換える事を決定した。それに基づき4月1日に運行が停止した後、1957年7月10日をもってヴィボルグ市電は完全に廃止された。全廃時の総延長は12 kmであった。使用されていた車両の一部についてはピャチゴルスク（ピャチゴルスク市電）を始めとした他都市の路面電車へ譲渡された。
その後、2017年にヴィボルグ市はかつてヴィボルグ市電で使用されていた電車を復元する事を決定し、1912年の開通時に導入された車両（2軸車、AEG製）の図面を基にヴィボルグ造船所（Выборгском судостроительном заводе）で製造された記念碑が2018年8月以降市の公園で展示されている。

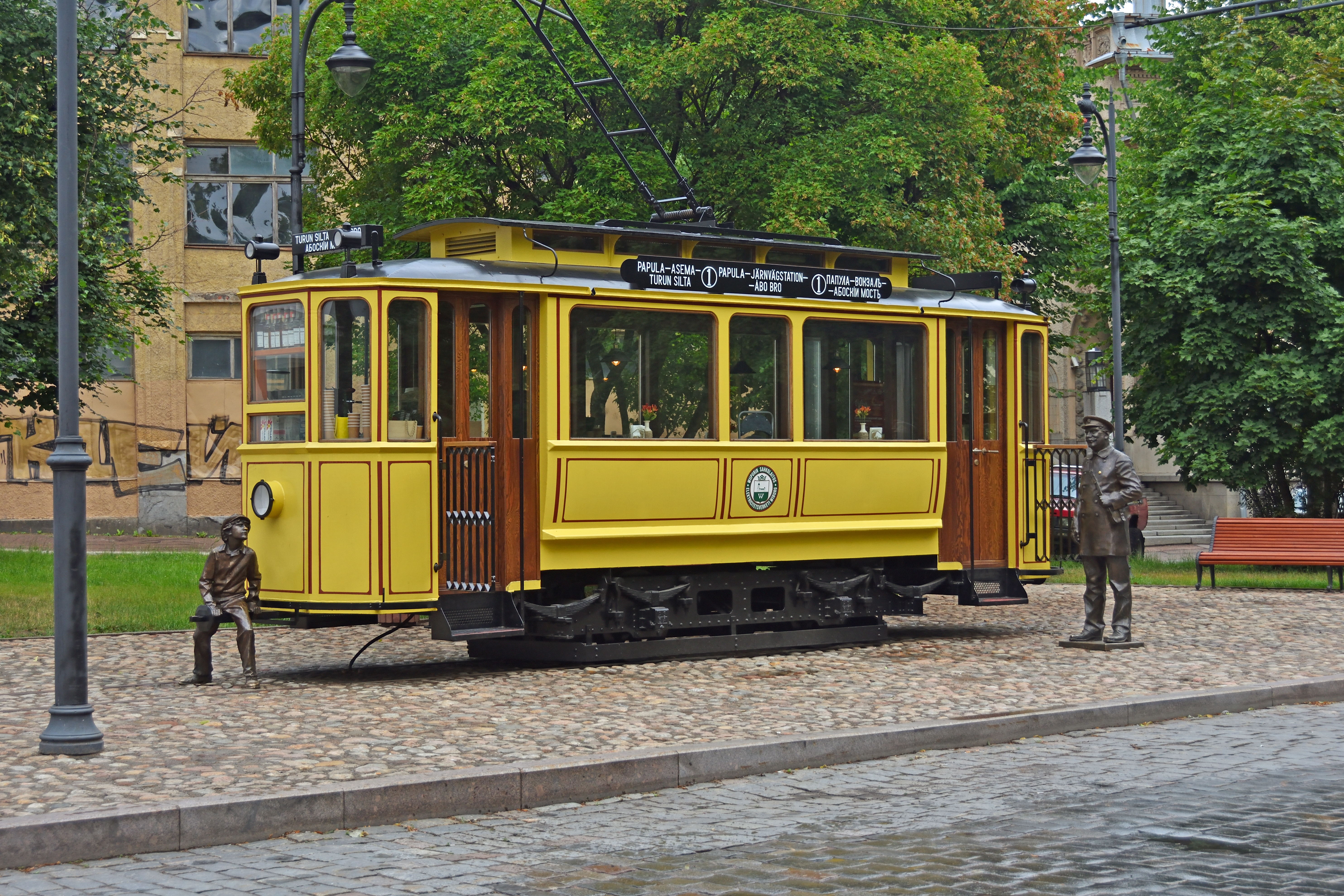
復元されたヴィボルグ市電の電車（2018年撮影）
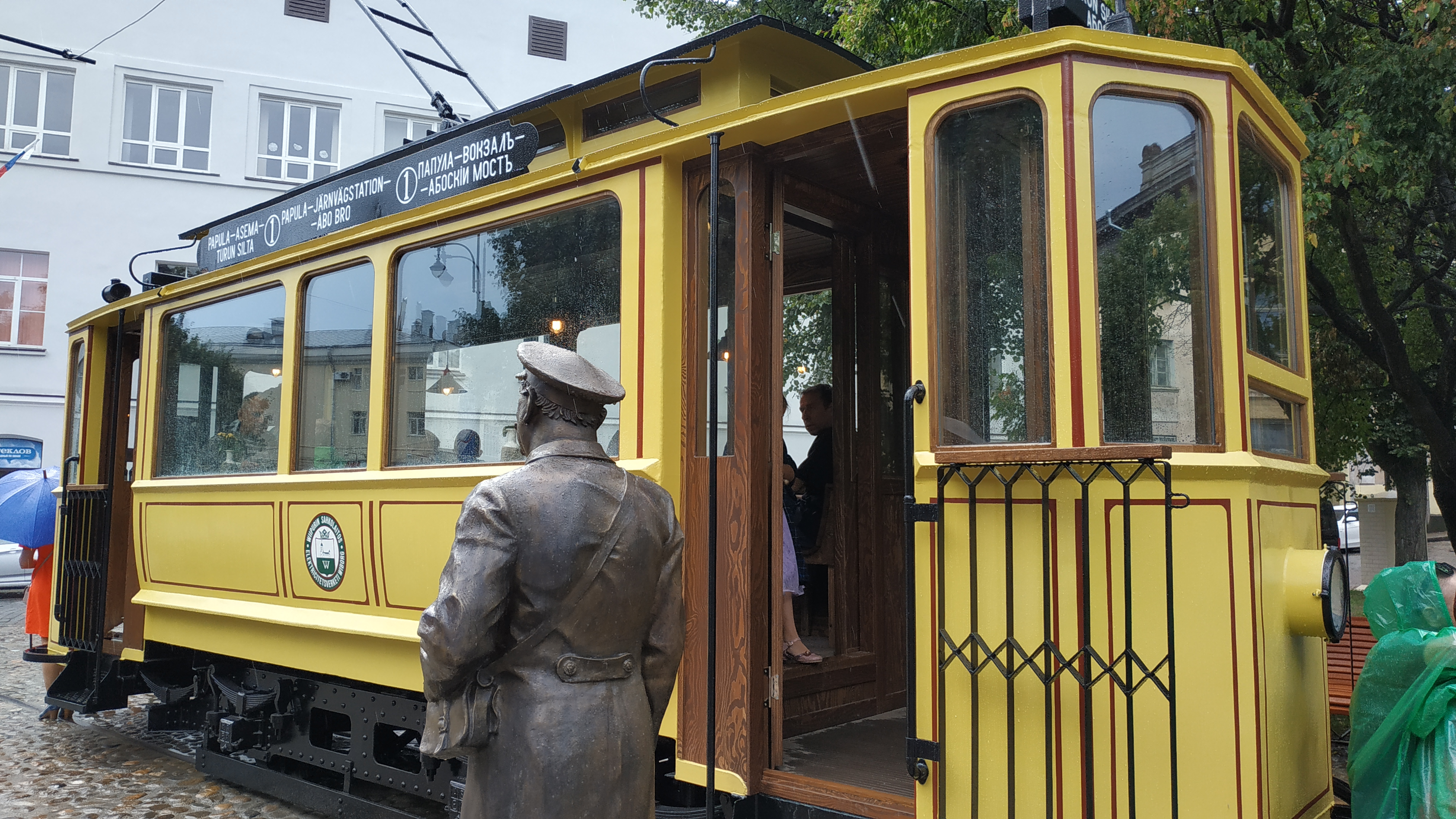
車内の再現も行われている（2018年撮影）